# Pedro Cunha
Pedro Cunha (Lisboa, 12 de agosto de 1980 − Chelas, 28 de abril de 2014) fue un actor portugués que participó en diversas series televisivas y telenovelas en Portugal, Reino Unido y España.

## Biografía
Apareció por primera vez en la serie "Riscos" en Portugal (1997).
Se estrenó en la televisión inglesa en 2005 en la 9.ª temporada de la serie "Dream Team" donde interpretaba el personaje de Héctor Briganza, un jugador de fútbol brasileño.
En España participó en series como "MIR", "Génesis: En la mente del asesino", "Círculo rojo" y "Arrayán"
Pedro Cunha se suicidó el 28 de abril de 2014 en su casa de Chelas (Lisboa). Tenía 33 años.

## Filmografía
- Riscos (Portugal)
- Olhos de Água (Portugal)
- Olá Pai (Portugal)
- Dream Team (Reino Unido)
- MIR (España)
- Génesis — en la mente del asesino (España)
- Círculo Rojo (España)
- Soy el Solitario
- Assalto ao Santa Maria (protagonista)
- O Cônsul de Bordéus
- Cidade Despida (Portugal)
- Arrayán (España)
- Rosa Fogo (Portugal)
- Doida por Ti (Portugal)